# Suscévaz
Suscévaz is een gemeente en plaats in het Zwitserse kanton Vaud, en maakt deel uit van het district Jura-Nord vaudois.
Suscévaz telt 182 inwoners.

## Externe link

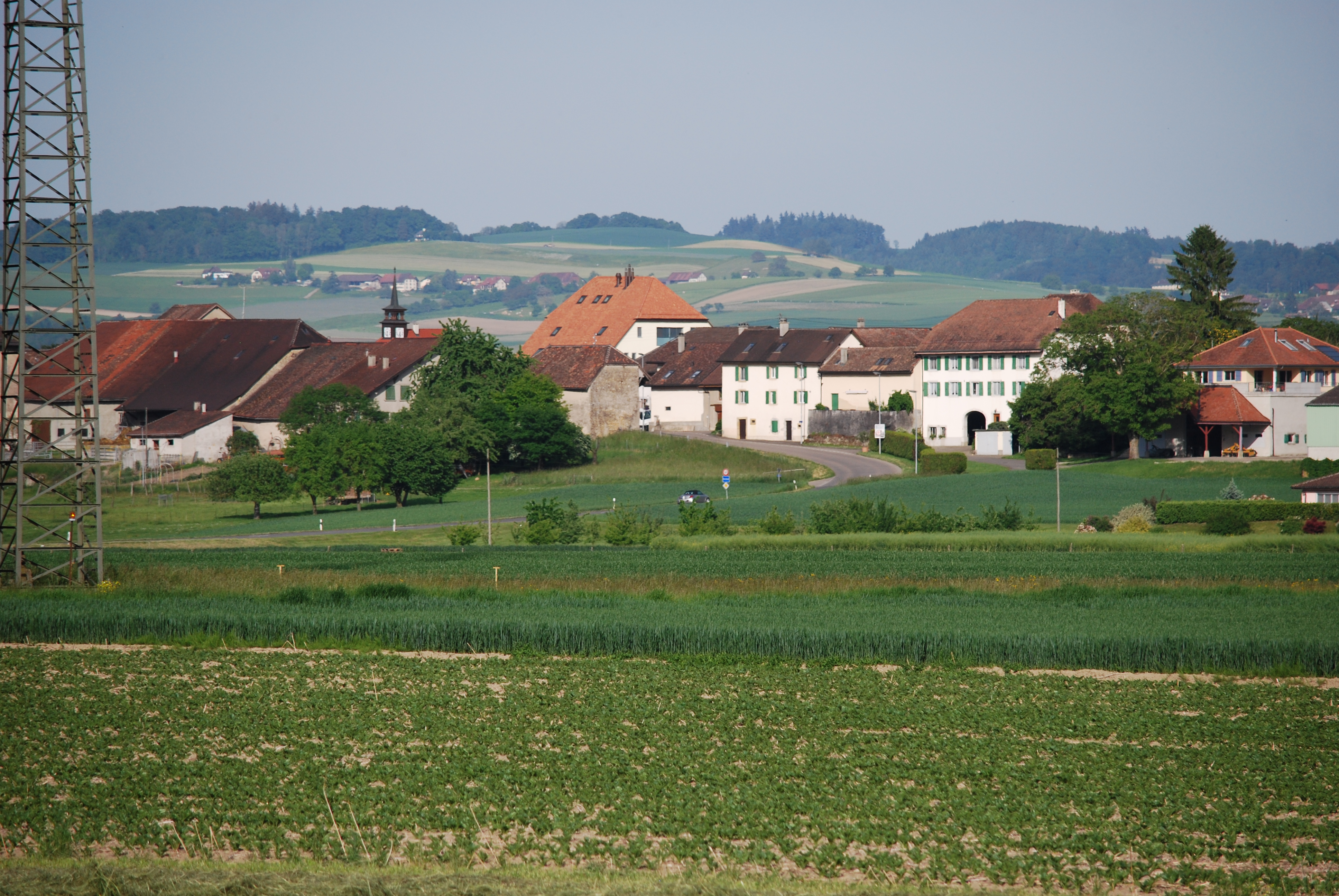
Suscévaz